# Ryan Beveridge
Ryan David Beveridge (* 1971) ist ein US-amerikanischer Filmkomponist.

## Leben
Ryan Beveridge studierte Musik an der Northwestern University’s Bienen School of Music. Er arbeitete mit Stewart Copeland an mehreren Kompositionen für Film- und Fernsehproduktionen. Seine erste komplett eigenständige Komposition war für das im Jahr 2000 veröffentlichte Playstation-Spiel Spyro: Year of the Dragon. Als Filmkomponist debütierte er zwei Jahre später mit Nightstalker – Die Bestie von L.A. und Taboo – Das Spiel zum Tod. Seitdem war er für über 45 weitere Musiken zu Film- und Fernsehprojekte wie Frankenfish, Meeting Evil und Frybread Face and Me hauptverantwortlich.
Beveridge lebt und arbeitet in Los Angeles.

## Filmografie (Auswahl)
- 2002: Nightstalker – Die Bestie von L.A. (Nightstalker)
- 2002: Taboo – Das Spiel zum Tod (Taboo)
- 2004: Frankenfish
- 2005: Dirty
- 2006: Boy Culture – Sex Pays. Love costs (Boy Culture)
- 2006: Zyzzyx Road
- 2012: Meeting Evil
- 2013: Back in the Game (Fernsehserie)
- 2015: Mekko
- 2015: Sharktopus vs. Whalewolf
- 2023: Frybread Face and Me